# 히사마쓰 사다코토

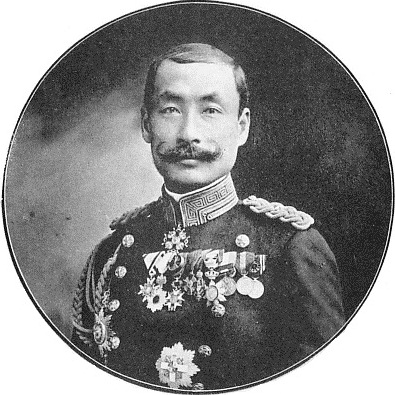
히사마쓰 사다코토

히사마쓰 사다코토(久松定謨)는 일본 제국의 육군 군인, 화족이다. 최종 계급은 육군 중장이다. 위계훈등은 정2위 훈1등.
(마쓰야마)히사마쓰가의 당주 히사마쓰 사다아키의 요절로 그의 양자로 입적되었다. 친부는 하타모토 마쓰다이라 가쓰자네(松平勝実)이며 친모는 하타모토 이케다 나가노리(池田長休)의 딸이다.